# Дом аксакала Сейдалина
Дом аксакала Сейдалина — здание в Алма-Ате, построенное для видного мусульманского деятеля города Верного — Сеид Ахмед Сейдалина.

## История
Здание было построено в середине XIX века как жилой дом казахского купца Аманжола Аюкина. В конце века здесь поселился аксакал города Верного сарт Сеид Ахмед Сейдалин. 
После землетрясения 1887 года здание было одним из немногих сохранившихся в городе. Аксакал города Сеид Ахмед Сейдалин поставлял юрты, горячее питание, предоставил кров пострадавшим. 
В 1917-1919 годах в здании находился областной национальный отдел РКП(б). 
Позже Отделом печати комиссариата здесь был организован и подготовлен выпуск первой газеты на казахском языке «Вестник трудового народа». Позднее газета была переименована в «Ұшқын», а затем - «Жетісу».
В 1980 году здание отреставрировано по проекту архитектора Ж. Шайкенова.
В 1980 году был организован «Республиканский музей казахских народных музыкальных инструментов Казахской ССР» (организован Постановлением Совета Министров Казахской ССР от 1 августа 1980 года). Открытие музея состоялось 24 апреля 1981 года.
В 1983 году музей переезжает в здание бывшего Дома офицерского собрания на улице Зенкова 24, где и располагается по сегодняшний день.
В 2000-е годы к зданию с северной и западной стороны было пристроено здание кафе. В самом здании устроены многочисленные дополнительные входы.
По состоянию на 2019 год в здании расположен Международный фонд Д. А. Кунаева, три кафе и магазин обуви.

## Архитектура
Здание представляет собой образец городской застройки конца XIX века. Это деревянный двухэтажный сруб из тянь-шаньской ели на каменном фундаменте, с высоким цокольным этажом, отделённым от верхнего карнизом. Современный вход с торца здания имеет тамбур с двускатной кровлей. Венчающий здание карниз — деревянный, с накладной резьбой. Центральные оси уличных фасадов акцентированы щипцовой кровлей, скаты которой обработаны резными карнизами, а поле — филёнками и небольшим прямоугольным слуховым окном.

## Статус памятника
В 1982 году здание «Дома аксакала Сейдалина» (на тот момент Республиканского музея народных музыкальных инструментов Казахской ССР) постановлением Совета Министров Казахской ССР было взято под охрану государства получив статус Памятника истории и культуры республиканского значения (вид памятника «архитектуры и градостроительства») и вошло в Государственный список памятников истории и культуры республиканского значения Казахской ССР.
В 1999 году решением акима города Храпунова здание предлагалось исключить из перечня Памятников архитектуры Республиканского значения, так как оно якобы утеряло первоначальный архитектурный и исторический облик, и не представляет архитектурной и культурной ценности. Но уполномоченным органом в области культуры, которым является Министерство культуры предложение об исключении здания было отвергнуто, так как внешний первоначальный архитектурный и исторический облик здания в реальности был в сохранности и не изменялся.  
В 2006 году аким города Имангали Тасмагамбетов издал постановление, которым предлагал Правительству РК и Министерству культуры исключить здание из Государственного списка памятников истории и культуры г. Алматы. Данное предложение было отклонено Правительством и Министерством культуры, здание сохранило статус Памятника истории и культуры республиканского значения.
В 2008 году введён Государственный список памятников истории и культуры республиканского значения Республики Казахстан взамен ранее действующего Государственного списка памятников истории и культуры республиканского значения Казахской ССР. В новом списке здание-памятник по улице Панфилова дом 99 отсутствовало. Однако каких-либо официальных постановлений об исключении здания из Памятников истории и культуры не выходило.
10 ноября 2010 года был утверждён Государственный список памятников истории и культуры местного значения города Алматы. Этим постановлении за зданием «Дома аксакала Сейдалина» закреплён статус Памятника истории и культуры местного значения. Границы охранных зон были утверждены в 2014 году.